# Ballet Robotique
Ballet Robotique ist ein US-amerikanischer Kurzfilm von Bob Rogers aus dem Jahr 1982.

## Handlung
Der Film zeigt die Arbeit von Robotern bei der Herstellung von Automobilen, unter anderem das Schweißen und das Lackieren. Der Film unterteilt sich dabei in vier Musik-Parts, wobei die Arbeit der Roboter zur Musik synchron läuft:
- Initialize – Études: Habanera (Carmen) von Georges Bizet
- Binary Synchronisation – Pas de deux: Blumenwalzer (Der Nussknacker) von Pjotr Iljitsch Tschaikowski
- Sub-Routine – Divertissément: Pizzicato (Sylvia) von Léo Delibes
- Dynamic Array – Finale: Ouvertüre 1812 von Pjotr Iljitsch Tschaikowski

## Produktion
Ballet Robotique entstand als Hintergrundprojektion für die Show Bird and the Robot des General-Motors-Pavillons im Disney-Themenpark Epcot. Die Filmaufnahmen entstammen unter anderem den Produktionsräumen von General Motors, Chevrolet und Delco Products, wobei vor allem Puttakes bereits gedrehter Filme für Ballet Robotique genutzt wurden. Die Musik wurde vom Londoner Royal Philharmonic Orchestra unter der Leitung von David Spear eingespielt. Der Film lief unter anderem im Oktober 1982 auf dem Chicago International Film Festival.

## Auszeichnungen
Ballet Robotique wurde 1983 für einen Oscar in der Kategorie Bester Kurzfilm nominiert.